# 阿纳托利·格列伊
阿纳托利·阿纳托利耶维奇·格列伊（烏克蘭語：Анатолій Анатолійович Герей，1989年3月31日—），乌克兰男子击剑运动员，2013年世界锦标赛男子重剑团体银牌得主、2015年世界锦标赛男子重剑团体金牌得主、2019年世界锦标赛男子重剑团体银牌得主。